# La danza del fuego
La danza del fuego es el quinto sencillo de Mägo de Oz y el tercer y último del álbum Finisterra.
El violín y la flauta travesera dan vida a una clásica danza medieval con armonías en tercera, mientras que el acompañamiento de guitarras distorsionadas, bajo y baterías le dan el toque característico de Heavy-Fölk que posee el grupo. El solo de guitarra lo ejecuta el guitarrista Carlitos.[cita requerida]
Le letra pertenece a Txus di Fellatio, batería, letrista y líder de Mägo de Oz.
El sencillo incorporó también un cómic llamado Cuentos de Satania, con los integrantes de la banda como protagonistas, que narraba la historia de "Finisterra".

## Lista de canciones
| N.º   | Título                                                                     | Duración |  |
| 1.    | «La Danza del Fuego»                                                       | 5:13     |  |
| 2.    | «Man on the Silver Mountain» (Cover: Man on the Silver Mountain - Rainbow) | 7:25     |  |
| 12:37 |                                                                            |          |  |